# 平子真子
平子真子（日语：／ Hirako Shinji）是漫畫《BLEACH》的登場人物。原為護廷十三隊五番隊隊長，因為遭藍染惣右介等人陷害而隱居於現世，於空座町戰爭落幕後回歸屍魂界，重新擔任五番隊隊長。

## 人物

### 外貌與性格
黃色妹妹頭（就職隊長時期為齊瀏海的黃色長髮），舌頭中央刺有舌環，笑容詭異，一副吊兒郎噹的樣子，擅長把名字左右反過來寫，介紹的時候在黑板上將“平子真子”這四個字寫成鏡裝字（因“平”和“真”為對稱字，故只有“子”字才看得出是鏡裝字）。在現世行動的時候，習慣穿著襯衫並繫著領帶，偶爾會在頭上配戴鴨舌帽。說話帶有關西腔。喜歡爵士樂（在官方小說裡，則透露其喜歡閱讀流行雜誌的嗜好）。非常敬重晉升為零番隊成員的曳舟桐生，同時也是假面軍勢的成員當中，唯一直接稱呼藍染「惣右介」的人。
性情自由散漫，但看起來似乎是假面軍勢領導者，經常被日世里痛毆，看起來相當懶散不可靠，喜歡漂亮的女孩子，見到可愛的女孩子就會說「她是我的初戀情人」這樣的話，但是認真起來是非常可靠的。此外，平子對於團隊領導也有自己的原則，過去還曾經針對剛上任為十二番隊隊長的浦原喜助，提出「上位者可以體諒下屬，但不可看下屬臉色做事」的建諫。但對於一板一眼的對象則會感到相當頭疼。作者在附錄特典集賦予平子的關鍵詞為「逆」。

### 身世與經歷
距離故事開始的200年前，平子真子就已經是護廷十三隊裡的席官，並且對當時的第八代劍八 痣城劍八被投入地下監獄最底層「無間地獄」一事有所耳聞。當他升遷為五番隊隊長之後，便察覺藍染惣右介的行為動機並不單純，為了就近監視才將藍染留在身邊當副隊長，並刻意對藍染保持距離以策安全。雖然能夠認出並徒手揭開藍染利用「鏡花水月」所做的偽裝，實際上已被藍染的「鏡花水月」所催眠蒙蔽。
浦原喜助成為十二番隊長的9年後，時任九番隊正副隊長六車拳西與久南白、以及時任十二番隊副隊長猿柿日世里，前往流魂街郊區調查魂魄消失案件，卻一度失去消息，平子、羅武、樓十郎、莉紗與時任副鬼道眾長缽玄奉命前往現場展開支援行動，反而因此落入藍染的陷阱而觸發虛化。雖然平子等人在浦原喜助、四楓院夜一和時任鬼道眾長握菱鐵裁的協助下，得以暫緩虛化並潛逃到現世；但聽信藍染說詞的中央四十六室，卻將平子和浦原等人扣上逃亡的罪名，將他們從瀞靈廷的要職除名並逐出屍魂界。之後，藍染接替平子的職缺，在接下來的百餘年間擔任五番隊隊長；平子等人藉由浦原製造的靈壓阻絕型義骸，以假面軍勢的身分隱藏在現世之中；至於浦原等人，則在現世開辦浦原商店作為活動據點，以便研究解除平子等人的虛化的方法。
作者久保帶人表示，讓平子登場的構想已於漫畫第一話扉頁描繪出來。原本平子在正式連載前的名字為平子真次，且被預定用一護同學的故事處理他的戲份，但因當時沒想好身分，加上他認為平子的形象很適合下個章節登場，故決定讓平子作為假面軍勢的身分出場。

## 劇情表現

### 破面篇
初次登場是在空座高中的開學日當天，當時的平子在無視重力作用的情況下，倒立在半空中拿著瓶子喝水，並在不遠處觀察因故從學校早退的黑崎一護、茶渡泰虎和井上織姬（動畫版則是在月圓的夜晚，首次出現在電線桿上方，並且在隔天觀察一護等人的動態）。隔天，平子以轉學生的身分轉進前者的班級，還被班導師安排坐在一護旁邊的座位，結果一護身上的代理證卻在這時候發出警報聲，導致一護為了變成死神狀態淨化虛，不得不對班導師謊稱要去洗手間，便自行離開現場。平子見到對方的反應，直言和他料想的情況完全相同，然而平子的這番話，卻讓一旁的茶渡對他產生懷疑的態度。
當天晚上，平子趁著一護在附近地區巡邏的時候，出現在對方的面前並與其短暫交鋒，隨即出示自己的虛化面具，表明自己是假面軍勢的成員，並邀請一護加入假面軍勢的陣營；但由於一護忽然感應到不尋常的靈壓並先行離去查看，而沒能說服對方，甚至還在電話中被日世里教訓了一頓。隔天一護見到平子若無其事地對織姬展現親暱的態度，激動地將他拖到走廊上質問詳情，平子這才道出一護的虛化已經發展到連自己都無法控制的地步，並聲明他們會指導一護控制虛化的方法。也因為一護遲遲沒有答應平子的邀約，這使得平子在放學後，還因此被日世里給予言語和肢體上的教訓，甚至還為了制止日世里對追蹤他們的茶渡與織姬先行下手，連忙將日世里帶離現場。
經過一番轉折，一護終於決定尋求假面軍勢的協助，來到假面軍勢的本營和平子等人再度相會，沒想到一護卻只想要學會控制虛化的能力，於是平子和日世里先後和一護交戰，確認對方符合訓練的資格後，與其他假面軍勢成員負責指導一護的虛化控制訓練。當破面第三度襲擊現世時，平子從十刃NO.6葛力姆喬的手中救了黑崎一護與朽木露琪亞，並以虛化狀態的虛閃將其重創成傷，正當葛力姆喬欲施展歸刃型態對平子等人痛下殺手之際，十刃NO.4烏爾奇奧拉·西法現身制止葛力姆喬，利用反膜將之帶回虛夜宮。事後平子將身受重傷的一護和露琪亞帶回假面軍勢的基地，委託有昭田缽玄為前者治療，並回憶起百餘年前認識浦原喜助與遭到藍染惣右介等人陷害的經過。他對於當年浦原、夜一、鐵齋不惜冒著生命危險拯救他們一事心懷感激，但也深刻體會到浦原所說的「沒有失策即是最嚴重的失策」的涵義。為了對藍染展開復仇，便率領假面軍勢等人離開基地，協助護廷十三隊對抗藍染為首的破面軍團。

### 空座町篇
空座町大戰中，平子率領假面軍勢通過結界，協助護廷十三隊對抗以藍染惣右介為首的破面軍團。和假面軍勢一同虛化打倒了弗勒吐出的基力安群。他向山本表明立場，聲稱是為了向藍染惣右介報仇，並且自己站在一護的一邊，出言挑釁藍染之後出手攻擊，而被東仙擋下，七番隊隊長狛村左陣接著加入戰局並和東仙展開激戰，平子面對藍染解放斬魄刀「逆撫」，與藍染展開激烈交戰時，因藍染適應「逆撫」的能力而將平子重傷墜落地面。
大戰結束後，平子與其他假面軍勢成員接受了救護班的治療，對治療日世里的四番隊隊長卯之花烈表示敬重與感激。之後平子將瀏海修剪成向左斜的模樣，回到屍魂界擔任五番隊隊長，成為雛森桃的繼任上司，還開始在穿著死霸裝的時候，配戴附有領帶夾的領帶（動畫版僅繫著白色領帶，但沒有附著領帶夾）。接下來的1年5個月期間，平子和其他隊長得知第八代劍八 痣城劍八從地下監獄最底層「無間地獄」逃獄的消息，並且在雛森桃康復沒多久，和對方洽談接任隊長的事宜。他對於雛森桃認真負責番隊事務的勤奮態度感到欣慰，還從後者的言行裡，看見藍染昔日的影子，但亦特別提醒傷勢初癒的雛森桃不可太過勉強自己的身體，並發送簡訊通知拳西、樓十郎、白參與協助一護恢復死神力量的計劃。

### 代理死神消失篇

第二部劇情的平子真子

1年5個月後，平子在時任總隊長山本元柳齋重國的命令下，與其他護廷十三隊成員以及其他死神利用自己的靈壓，協助浦原喜助製作幫助一護恢復死神力量的靈刀。當一護為了將初代代理死神暨XCUTION領導人銀城空吾的遺體帶回現世安葬，特地來到屍魂界和山本總隊長會談時，平子認為銀城是挑撥一護親友關係的元凶，並且對一護想將銀城帶回現世安葬的請求感到無法接受；然而，一護僅以親友已經恢復正常、而且對方只是名代理死神為由作出回應。瞭解對方的用意後，平子便不再多做發言，並且在旁聆聽山本總隊長答覆一護請求的對話（動畫版則在聽見一護決定繼續擔任代理死神後，露出欣慰的笑容，並增加在電話中接到日世里的抱怨的劇情）。

### 千年血戰篇
就在無形帝國派遣使者對屍魂界下達宣戰通告，造成包含一番隊副隊長雀部長次郎在內共117名死神喪生後，平子和其他隊長出席招集會議，聆聽十二番隊隊長涅繭利的報告，並且在星十字騎士團進攻屍魂界時，和雛森桃負責抵抗來犯的敵軍。當總隊長山本元柳齋重國為了將所有來犯的敵軍殲滅殆盡、趕至無形帝國領導人友哈巴赫的面前與之決一死戰時，平子和雛森皆因感受到山本總隊長盛怒狀態的靈壓而為之震驚，決定趕在山本總隊長之前，擊敗剩餘的星十字騎士團成員；卻在山本總隊長不敵友哈巴赫的攻勢、遭其奪取卍解並持刀殺害後，和其他隊長感受到山本總隊長的靈壓急驟消退的跡象而深受動搖。待敵軍撤退後，平子陪同一護前往綜合救護診所探視剛結束治療的阿散井戀次及朽木露琪亞，還被露琪亞告知一護似乎隱瞞著某些更加嚴重的事態的消息。
事後和多名隊長讓一護與零番隊見面，對零番隊成員曳舟桐生的外型已和112年（第二部劇情）的模樣相差甚遠而感到吃驚。遂將修復現世和屍魂界之間扭曲現象的工具，寄給留在現世的日世里，委託對方執行修復現世和屍魂界之間扭曲現象的工作。及後於瀞靈廷化為無形帝國宮殿的時候，和七番隊隊長狛村左陣聯手對抗「E」邦比愛塔·芭絲塔拜茵，但旋即遭邦比愛塔運用「爆擊」的能力重創倒地。平子接受雛森桃的治療，向背負著二番隊隊長碎蜂的大前田希千代說明十一番隊長更木劍八在對抗滅卻師的戰爭裡的重要性，準備動身和劍八會合，卻同後三者遭遇「H」巴茲比的截擊，危急之際運用斬魄刀能力替眾人解圍。事後接受雛森桃的治療，偕同其餘正副隊長至浦原喜助所在的地區會合，攜手闖進被友哈巴赫改造成「真世界城的」靈王宮，卻在和雛森桃、戀次、露琪亞、白哉對抗「M」傑拉德·瓦爾基里的期間，遭巨大化的傑拉德踩至地面。

### 結局篇
無形帝國戰役落幕十年後，平子帶著雛森桃和其餘正副隊長出席新任隊長就職典禮，正當十一番隊的更木劍八、斑目一角、綾瀨川弓親赴往就職典禮途中迷路時，雛森桃志願協助劍八等人領路，但平子認為時間緊迫，再撥時間協助他們領路會遲到，遂以隊長命令為由勸阻雛森桃，反被雛森桃認為其僅有不重要的場合才會動用隊長命令。

### 獄頤鳴鳴篇
平子和其他隊長舉行已故隊長們的魂葬禮祭。

## 斬魄刀
（Sakanade）
刀柄為矩形，花紋方正，圍繞刀有四條長方形鏤空。解放後刀柄末梢為中空圓型，刀身有五個圓型小孔。

### 始解
解放語「倒下吧，逆撫」
- 能力「顛倒的世界」（Inverted World）

讓對手的視覺發生錯覺，所見到的一切全部顛倒，上下、左右、前後互換。不適用於牽制眼盲的對手。
空座町大戰落幕1年5個月後，平子透過自身修練提升此技的效能，當指定對象中招的時候，不僅會因為所見的視覺影像方向顛倒感到頭暈目眩，甚至連耳裡聽見的對話都會是反過來的。

### 卍解
- 【卍解】 「逆様邪八宝塞」（Sakashima Yokoshima Happō Fusagari）[18]

能力為全部逆反，除自己以外不分敵我將範圍內所有人對「敵人」與「同伴」的認知倒轉，使其互相殘殺，屬於精神系催眠能力，發動能力時平子會站在撫子之花形狀般的臺座。不適合在身邊有同伴時使用，因為會連同伴也會開始自相殘殺；也不適合一對一的情況，因為對方沒有能識別成敵方的同伴（能力限制無法把自己當成敵對的存在進行替換），因而能力也無法發動。適合孤身一人存在敵方陣營時使用。

## 技能與招式

### 鬼道
| 鬼道名稱     | 簡介 |
| ------------ | --- |
| 「超時墜跌」 | 將手掌對著他人的臉，手掌發散白光後，可使對方失去意識，平子曾於對一護進行虛化控制訓練前使用（並非白伏）。                                                  |
| 「暖簾卷」   | 用於撕裂空間的招式，伸手撕開身旁的空間，也能用於揭開偽裝，讓附近躲藏的對象曝光，平子曾於110年前運用此招揭開藍染惣右介利用「鏡花水月」催眠能力做出的偽裝。 |

### 虛化
關於虛化請詳見假面軍勢中的說明。
其虛化面具呈現全白甲冑狀，頭部後方有六片垂條。此狀態的平子力量大增，連釋放出的虛閃都足以壓過NO.6的葛力姆喬。
- 「虛閃（Cero）」

從手心積蓄發出的虛閃，動畫版顏色為紅色。
在遊戲版《Bleach Blade battlers 2》則是從手心積蓄並使出放射狀的虛閃攻擊對手。

## 卷首語
- 「這世上的一切，都是為了將你趕盡殺絕。」── 單行本第二十一集。
- 「現在相信仍為時過早。」── 單行本第三十六集。
- 「所隱藏起來的是懦弱與真相，而最後失去的則是永遠的安息。」──《MASKED》（假面）角色公式集NO.2

## 備註
1. ↑  1.根據作者在漫畫單行本第37集頁角插畫草稿圖的補充說明更正，110年前爵士樂還沒有出現，故當時平子在漫畫-108章撥放的黑膠唱片，僅為當時的現世音樂。